# كنينة (حجر)

تعديل مصدري - تعديل

كنينة هي إحدى قرى مديرية حجر التابعة لمحافظة حضرموت، بلغ تعداد سكانها 222 نسمة حسب تعداد اليمن لعام 2004.